# Büron
Büron is een gemeente en plaats in het Zwitserse kanton Luzern en maakte deel uit van het district Sursee tot op 1 januari 2008 de districten van Luzern werden afgeschaft.
Büron telde eind 2005 1927 inwoners.
In de middeleeuwen waren Chono en zijn zoon Liutold de eerste heren van Aarburg. Zij hadden hun stamslot in Büron.